# Taht-e Szolejmán
Taht-e Szolejmán („Szulejmán trónja”, perzsa betűkkel تخت سلیمان [Taḫt-e Soleymân]) régészeti lelőhely Iránban, Nyugat-Azerbajdzsán tartományban. 2003-tól az UNESCO Világörökség része.

## Fekvése
Teherántól 400 km-re nyugatra, Urmia és Hamadán között, a mai Takáb közelében, egy egykori kráter peremén fekszik egy kis völgyben, a terület közepén egy kis tóval.

## Története
Taht-e Szolejmán, az ősi erőd mintegy 124 ezer négyzetméternyi területen fekszik.
Irán legfontosabb műemlékei közé tartozik, melynek története a párthus, szászánida és ilhánida időszakokra nyúlik vissza.

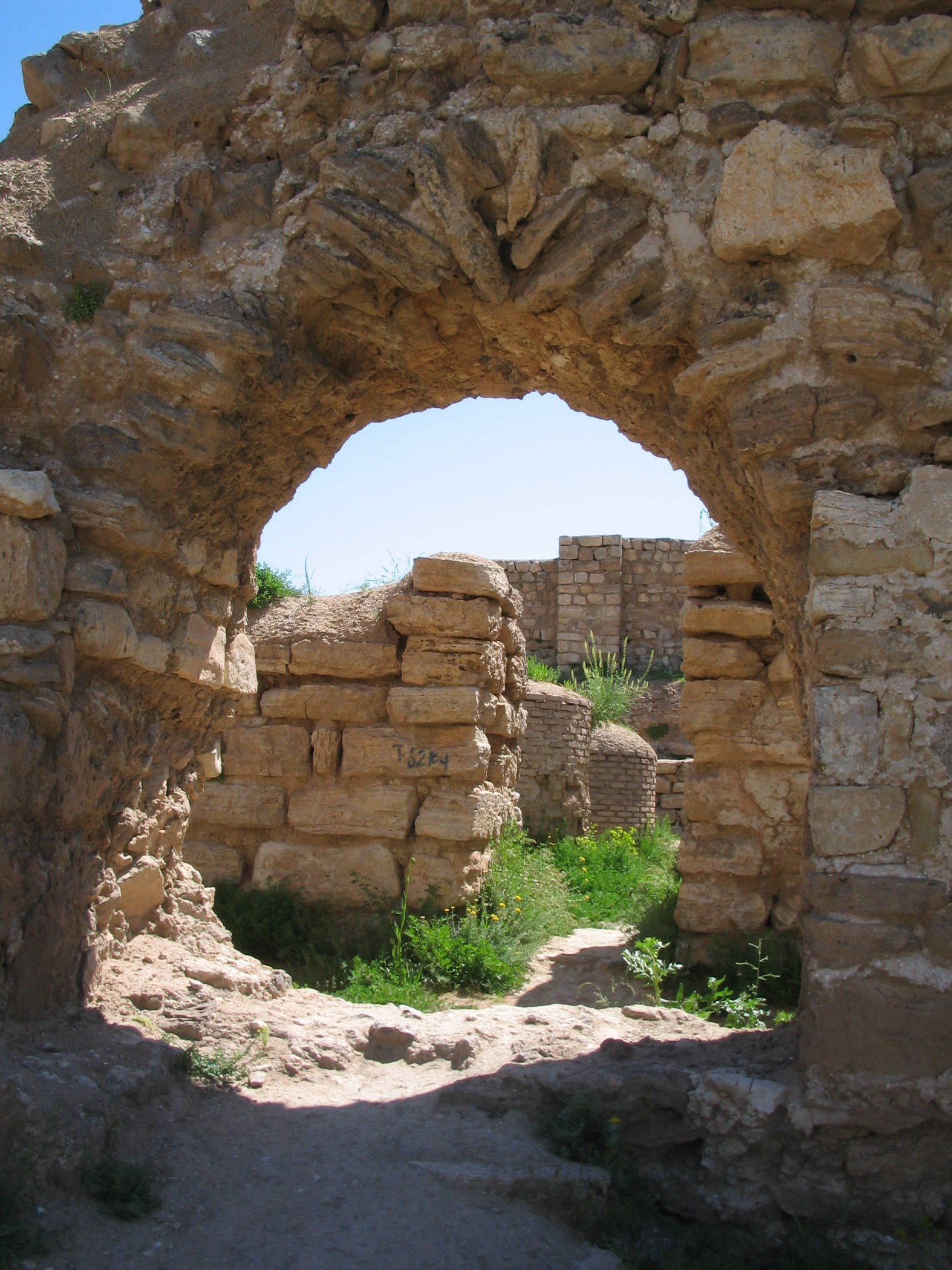

Az itteni épületegyüttesben található Irán legnagyobb zorosztriánus Tűz temploma.
Építészete erős hatással volt az iszlám- és más kultúrákra is.

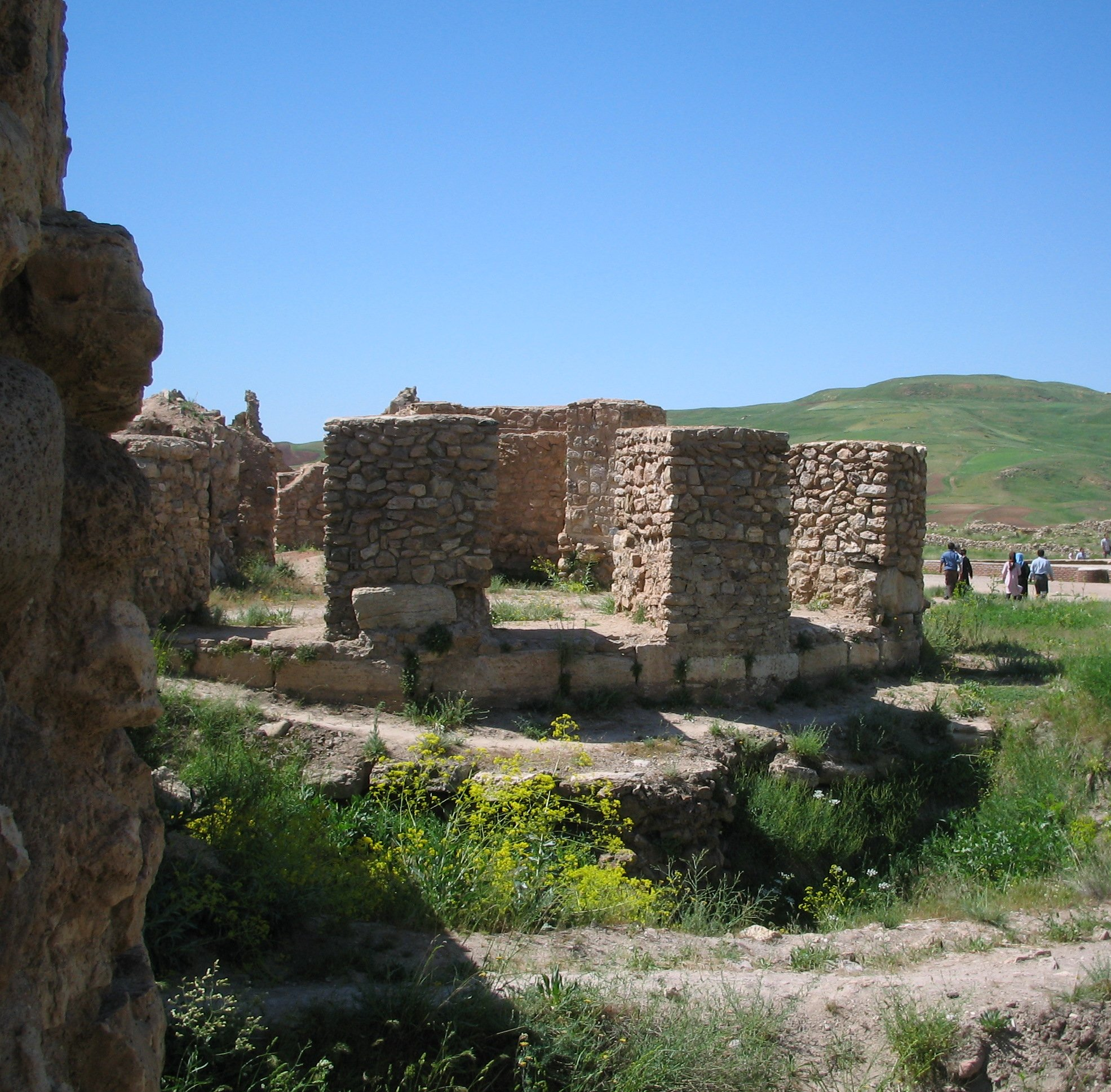

Taht-e Szolejmán közepén levő tavat már egy 4. századi örmény, Jézussal és a Zarathustrával kapcsolatos kézirat, és az iszlám időszak történészei is említették, de több legenda is született a hellyel kapcsolatban. A fellegvárban folyó régészeti feltárások az óperzsa időszak (Kr. e. 5. század) valamint a későbbi pártusok nyomait tárták fel itt. Az itt folyó ásatások alkalmával, a újperzsa királyok és II. Theodosius bizánci császár korabeli érméket is találtak.

## Fordítás
- Ez a szócikk részben vagy egészben  a   Takht-e Soleyman című angol Wikipédia-szócikk ezen változatának fordításán alapul.  Az eredeti cikk szerkesztőit annak laptörténete sorolja fel. Ez a jelzés csupán a megfogalmazás eredetét és a szerzői jogokat jelzi, nem szolgál a cikkben szereplő információk forrásmegjelöléseként.